# 厄瑞玻斯撞擊坑
厄瑞玻斯撞擊坑（英語：Erebus）是一個機會號火星探測車前往更大撞擊坑維多利亞撞擊坑路圖中探測的火星撞擊坑。該撞擊坑以參加過極地探險的英國皇家海軍厄瑞玻斯號臼砲艦（1826年完成）命名。機會號在到達火星後第550到750火星日（2005年10月到2006年3月）其間在該撞擊坑邊緣探測。

## 概要
厄瑞玻斯撞擊坑位於更小的，機會號更早探測的沃斯托克撞擊坑南方約2500公尺處。該撞擊坑周圍是屬於子午線高原一部分的侵蝕平原，特徵是岩石從沙層的下方露出。
厄瑞玻斯撞擊坑直徑約350公尺，是堅忍撞擊坑的2倍。不過該撞擊坑年代相當久遠且受到侵蝕，只能勉強可見，它看起來像是一個被沙丘包圍的平坦岩石露頭。

### 其他機會號曾探測的撞擊坑
- 鷹撞擊坑
- 弗拉姆撞擊坑
- 堅忍撞擊坑
- 阿爾戈撞擊坑
- 沃斯托克撞擊坑
- 小獵犬撞擊坑
- 艾瑪迪安撞擊坑
- 維多利亞撞擊坑

## 圖集

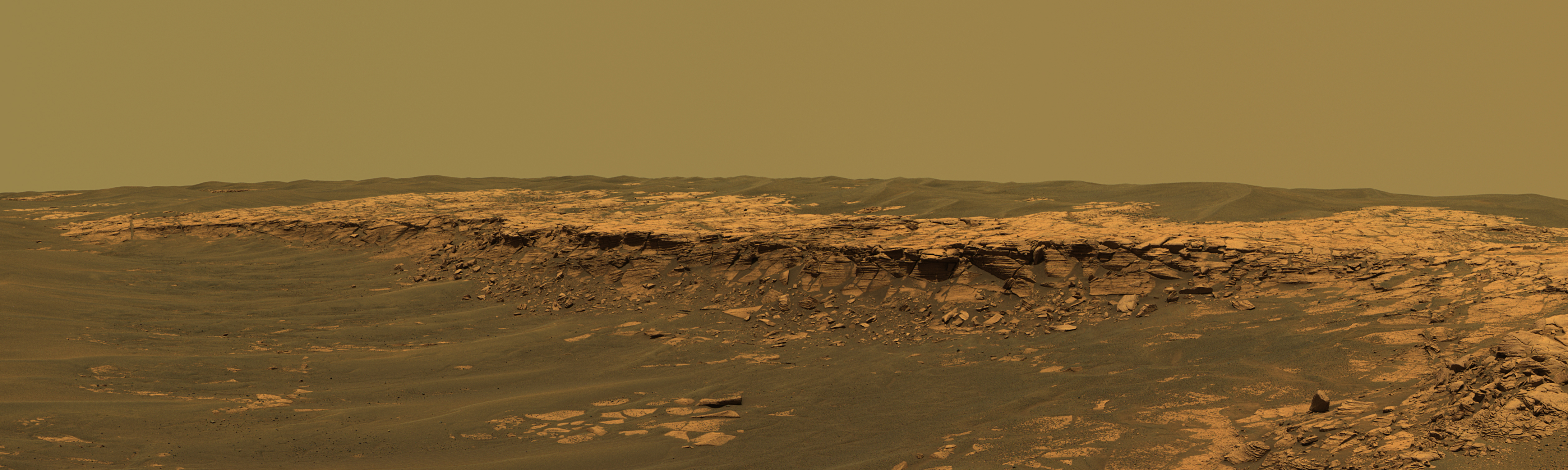
在厄瑞玻斯撞擊坑西緣的露頭 "Payson"。
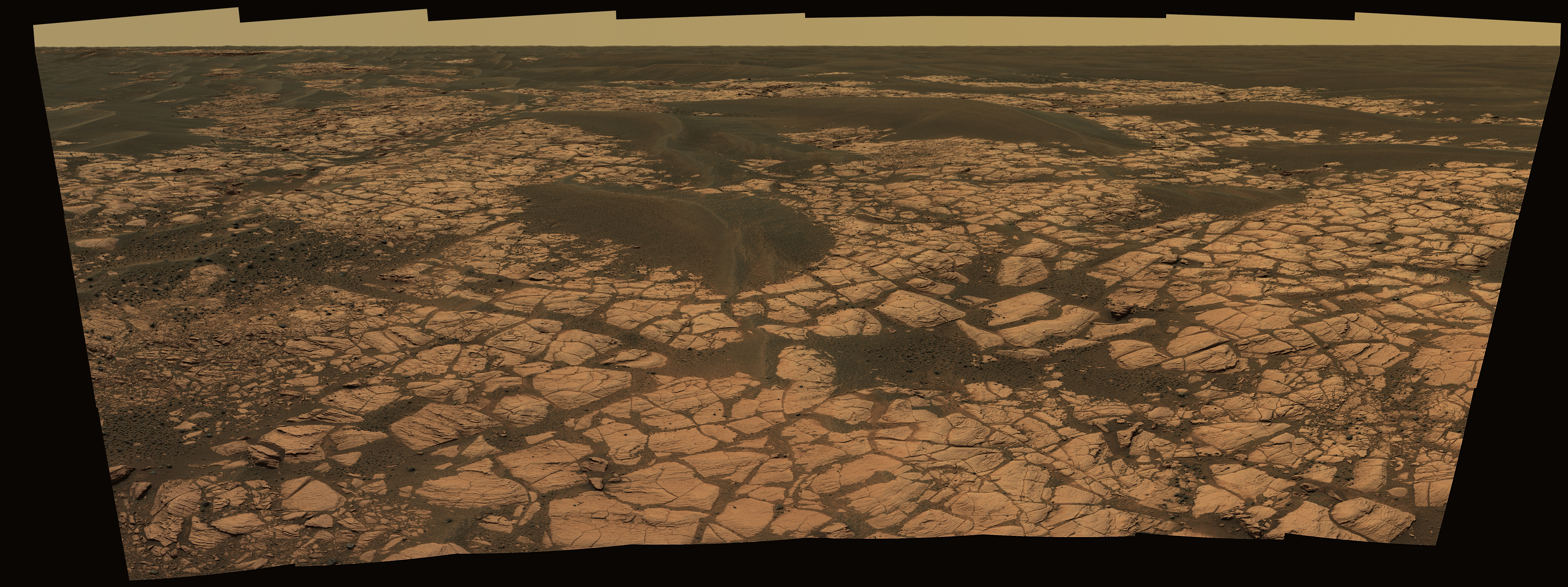
在厄瑞玻斯撞擊坑西北邊緣的露頭 "Olympia"。
機會號拍攝厄瑞玻斯撞擊坑環的彩色全景影像。撞擊坑本體在影像上方的中間。

## 外部連結與延伸閱讀

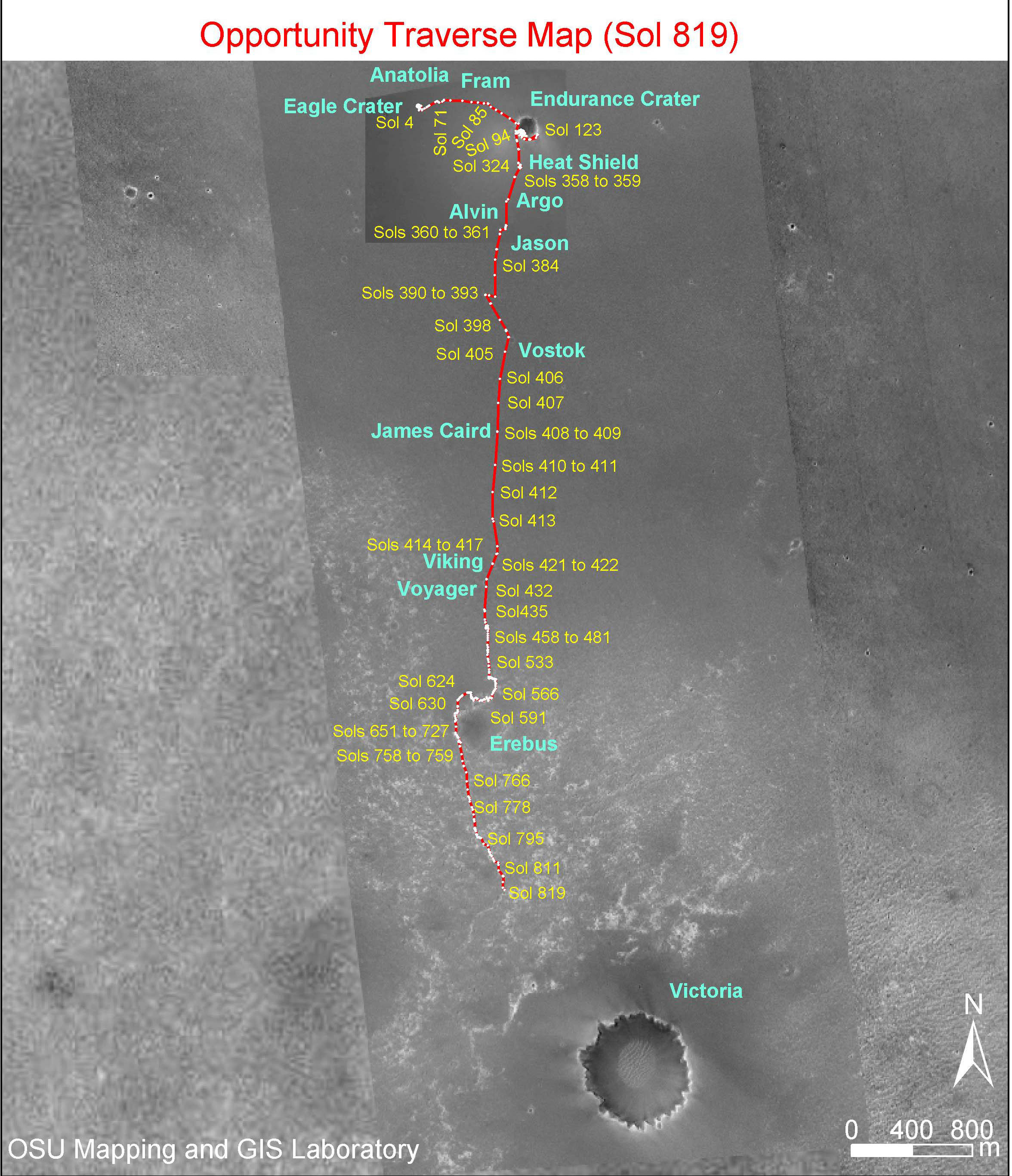
厄瑞玻斯撞擊坑位於影像中間附近。

- Astronomy Picture of the Day from Nov 8 2005 on Erebus and Opportunity Rover （页面存档备份，存于）
- Grotzinger; Bell, J.; Herkenhoff, K.; Johnson, J.; Knoll, A.; McCartney, E.; McLennan, S.; Metz, J.;  et al. . Geology. 2006, 34 (12): 1085–1088. Bibcode:2006Geo....34.1085G. doi:10.1130/G22985A.1.
- Structure and Sedimentology of the Western Margin of Erebus Crater, Meridiani Planum, Mars （页面存档备份，存于）